# Scotiabank
Bank of Nova Scotia (Banque de Nouvelle-Écosse) eller Scotiabank er en canadisk multinational bank. Den har 25 mio. kunder og tilbyder generelle bankprodukter. De har 92.001 ansatte. Scotiabank blev etableret i 1832 i Halifax, Nova Scotia og i år 1900 flyttede de hovedkvarteret til Toronto.